# 旁遮普麸杨
旁遮普麸杨（学名：Rhus punjabensis），为漆树科盐肤木属下的一个植物种。

## 变种
- 毛叶麸杨（学名：Rhus punjabensis var. pilosa）为漆树科盐肤木属旁遮普麸杨的变种。分布在克什米尔地区以及中国大陆的西藏、四川、云南等地，生长于海拔2,000米至3,500米的地区，多生于高山峡谷以及沟谷杂木林中。[2]
- 红麸杨（学名：Rhus punjabensis var. sinica）为漆树科盐肤木属下的一个变种。[3]